# Скірко Леонід Миколайович

Леонід Скірко

Леоні́д Микола́йович Скірко́ (27 квітня 1939, ймовірно в смт. Щербинівка — 8 червня 2012, Торонто, Канада) — канадський співак українського походження, бас-баритон.

## Біографія

Обкладинка компакт-диску Sacred Dnipro Oratorio, Canadian Ukrainian Opera Association's live performance. Автор музики Валерій Кікта. Диригент Володимир Колесник, Toronto Symphony Orchestra Players, the Lysenko Opera Chorus and the Dnipro Choir. Солісти, Svitlana Sekh, Eileen O'Dwyer-Turner, Lary Benson, Леонід Скірко

У 1949 році з табору переміщених осіб в Аугсбурзі, Німеччина, батьки емігрували до Бразилії, а в 1955 році переїхали до Канади.
Музичну кар'єру розпочав в Макмастерському університеті в Гамільтоні як член Оперного товариства МакМастер. У 1969 році переїхав до Західної Німеччини, де працював у Пфальцтеатрі в Кайзерслаутені і Державному театрі в Бонні.
У 1974 повернувся до Канади, де вчився вокалу в професора Казиміра Олешкевича і маестро Григорія Шведченка. Протягом п'яти років співав у хорі Романа Іванова.
Виконував роль Карася в першій постановці Канадської Української Опери «Запорожець за Дунаєм» (1975) і сольні партії в інших українських операх і оперних концертах.
У сезоні 1978 — в складі Канадської оперної компанії: виконував роль Кардинала в «Жанні д'Арк», Графа Сепрано — у «Ріголетто», і Поліцейського комісара — у «Der Rosenkavalier», Максима в українській опері «Купало» в Торонто (1979) і в Едмонтоні (1981). Виступав в Карнегі-Холі з Канадійською оперною компанією.
У 1980 році Скірко записав пісенний альбом «Україна встає», в якому він — соліст головної та інших пісень; згодом підготував альбом українських народних пісень «Ти жива, Україно».
У 1982 році виступає на світовій прем'єрі кантати Сергія Єременка «Завойовники Прерій», з хором «Дніпро» і Симфонічним оркестром Едмонтону.
У 1985 та 1987 роках, Український фонд тисячоліття записав 35 концертів духовної музики Дмитра Бортнянського для світової прем'єри під керівництвом диригента Володимира Колесника. Скірко веде сольні партії в 13 з 35 концертів. Для цього проекту Колесник вибрав п'ятдесят співаків, що прибували на прослуховування з усієї Північної Америки для проекту на святкування Тисячоліття українського християнства.
Скірко співпрацював у дуеті з Ганною Колесник і виступав на багатьох концертах по всій Канаді і Сполучених Штатах. Він також співав як регент в Українській православній церкві і також супроводжував виконання національних пісень грою на акордеоні.
Леонід Скірко виконав більше 30 оперних ролей на двох континентах і сімома мовами — українською, португальською, італійською, французькою, німецькою, російською й англійською.